# Eucera vittulata
Eucera vittulata là một loài Hymenoptera trong họ Apidae. Loài này được Noskiewicz mô tả khoa học năm 1934.